# The Color of Gold

The Color of Gold est un film documentaire sud-africain réalisé par Don Edkins en 1992. Il évoque la vie des mineurs basotho qui quittent le Lesotho pour aller travailler dans les mines d'Afrique du Sud, placés dans des conditions de vie difficiles et coupés de leurs familles. Deux ans plus tôt, le même réalisateur avait consacré un documentaire, Goldwidows: Women in Lesotho, au quotidien des épouses de ces mineurs restées au Lesotho.

## Synopsis
Le documentaire suit le parcours et les conditions de vie des hommes du peuple basotho originaires du Lesotho qui quittent leur pays pour aller travailler dans les mines d'Afrique du Sud, pendant une période où l'apartheid interdit à leurs familles de les suivre dans ce pays. Parfois fiers d'aller travailler dans les mines, les mineurs déchantent rapidement en découvrant les conditions de vie extrêmes qu'ils doivent affronter. Ils restent absents plusieurs années et vivent coupés de leurs familles, auxquelles ils envoient de l'argent. Le film aborde divers aspects de leur vie, les conditions de travail, la vie en milieu non mixte, les prostituées, le sida, la drogue, le mal du pays et parfois les autres familles que ces mineurs sont amenés à fonder en Afrique du Sud.

## Fiche technique
- Titre : The Color of Gold
- Réalisation : Don Edkins
- Distribution : Icarus Films
- Pays :  Afrique du Sud,  Lesotho
- Langue : anglais
- Format : couleur
- Durée : 52 minutes
- Date de sortie : 1992

## Distinctions
En 1993, le film remporte le premier prix au Festival du film d'Oberhausen. Il remporte également le second prix au Festival vidéo Tam Tam.